# 井冈葡萄
井冈葡萄（学名：Vitis jinggangensis）为葡萄科葡萄属的植物，为中国的特有植物。分布于中国大陆的江西、湖南等地，生长于海拔1,000米的地区，多生于山坡以及灌丛中，目前尚未由人工引种栽培。